# پتره روشا
پتره روشا (انگلیسی: Petre Roșca; ۲۲ اکتبر ۱۹۲۲ – ۰ مارس ۱۹۸۱) از برندگان مدال‌های المپیک تابستانی اهل رومانی بود.